# Natation synchronisée aux championnats du monde de natation 2011
Navigation
Rome 2009 Barcelone 2013
Sept épreuves de natation synchronisée sont disputées dans le cadre des Championnats du monde de natation 2011 organisés à Shanghai (Chine). Elles se déroulent 16 au 23 juillet 2011.

## Tableau des médailles
| Rang | Nation  | Or | Argent | Bronze | Total |
| ---- | ------- | -- | ------ | ------ | ----- |
| 1    | Russie  | 7  | 0      | 0      | 7     |
| 2    | Chine   | 0  | 6      | 1      | 7     |
| 3    | Espagne | 0  | 1      | 5      | 6     |
| 4    | Canada  | 0  | 0      | 1      | 1     |

## Résultats
| Épreuves         | Or                                                     | Argent                                       | Bronze                                          |
| ---------------- | ------------------------------------------------------ | -------------------------------------------- | ----------------------------------------------- |
| Solo technique   | Natalia Ishchenko (RUS) 98,300 pts                     | Huang Xuechen (CHN) 96,500 pts               | Andrea Fuentes (ESP) 95,300 pts                 |
| Solo libre       | Natalia Ischenko (RUS) 98,550 pts                      | Andrea Fuentes (ESP) 96,520 pts              | Sun Wenyan (CHN) 95,840 pts                     |
| Duo technique    | Russie Natalia Ishchenko Svetlana Romashina 98,200 pts | Chine Huang Xuechen Liu Ou 96,500 pts        | Espagne Ona Carbonell Andrea Fuentes 95,400 pts |
| Duo libre        | Russie Natalia Ishchenko Svetlana Romashina 98,410 pts | Chine Jiang Tingting Jiang Wenwen 96,810 pts | Espagne Ona Carbonell Andrea Fuentes 95,500 pts |
| Equipe technique | Russie 98,300 pts                                      | Chine 96,800 pts                             | Espagne 96,000 pts                              |
| Équipe libre     | Russie 98,620 pts                                      | Chine 96,580 pts                             | Espagne 96,150 pts                              |
| Combiné          | Russie 98,470 pts                                      | Chine 96,390 pts                             | Canada 96,150 pts                               |